# 肩関節技
肩関節技（かたかんせつわざ）は肩への関節技である。別名肩固め（かたがため）。講道館、IJFなどの肩固とは異なる。

## 概要
肩の関節は肘、膝、手首、足首、首の関節と異なり、球体関節であり、関節の決め方は大分異なる。直接の肩関節技以外にも柔道の肘関節技には腕緘召捕（チキンウィング・アームロック）、腕挫召捕（ハンマーロック）、体固腕挫（オモプラッタ）など肩関節が決まりやすい技もある。
1924年からの明治神宮競技大会の柔道で直接の肩関節技が禁止となった。肘関節技に伴うものはまだ許された。柔道の講道館や大日本武徳会では1925年から肩関節技は禁止となった。1929年からの昭和天覧試合の柔道では明治神宮競技大会と同様となった。
サンボでは肩関節技は許されるがハンマーロックは禁止である。オモプラッタもカデ（16歳以下）では禁止である。
ブラジリアン柔術ではオモプラッタは国際ブラジリアン柔術連盟、国際柔術連盟、ともにティーン (U16) 以下では禁止技である。

## バリエーション
書籍『これがサンボだ!』は腹ばいの相手の右から胸で相手の背中を抑えて固定し右手で相手の左手首を持ち左手で自身の右手首を持ち相手の左肘が上に上がるように相手の左手首をその真下あたりにもっていき胸で強く相手の背中を押して相手の左肩を極める肩関節技を紹介している。。

### トーチャロイド
トーチャロイド (torture roid) は縦四方固から、左腕で相手の肘付近の右上腕を絞り込むように押して相手の右肘を相手の後頭部付近にもっていく、左腕を曲げて相手の右手首を取り、右腕を相手の右側頭部から入れて相手の後頭部を通して、左手で相手の肘付近の左上腕を取り頭の下まで引っ張る肩関節技。両肩への関節技。

### 肘取り腕固め
肘取り腕固め（ひじとりうでがため）は抑込技横四方固の肩抑固からの肩関節技。

### 川田殺し
川田殺し（かわだごろし）は長座（ハーフダウン）状態の相手の背後から相手の左腕を自身の左脚を制して、左手で相手の右手首を掴み左手で自身の右手首を掴んで相手の右腕を捕獲し、腕を捻りあげて後方へ倒れこむ肩関節技。小島聡のオリジナル技。技名の「川田」とは川田利明のことで、川田との三冠ヘビー級選手権を前に師であるアニマル浜口を訪れ、「小島はあまりサブミッションを使わないから、一味加わえると良い」とのアドバイスを機に編み出された。